# Brătila
Brătila – wieś w Rumunii, w okręgu Bacău, w gminie Helegiu. W 2011 roku liczyła 1888 mieszkańców.